# اوواروفکا (شهرستان آلشیفسکی، باشقیرستان)
اوواروفکا (به لاتین: Uvarovka) یک منطقهٔ مسکونی در روسیه است که در باشقیرستان واقع شده‌است.